# Himno nacional de la Isla de Man
Arrane Ashoonagh dy Vannin (en manés) o Isle of Man National Anthem (en inglés), es el himno nacional de la isla de Man. Fue escrito y compuesto por William Henry Gill (1839-1923), la letra fue traducida al manés por John J. Kneen (1873-1939).
La música del himno es una adaptación de la melodía tradicional manesa Mylecharaine's March.  Al himno se le conoce también como O Land of Our Birth. Tiene un total de ocho versos, pero en la mayoría de las ocasiones se cantan sólo el primero y último. 
Se tocó por primera vez el jueves, 21 de marzo de 1907 en el Festival de Música Manesa, donde fue dedicado a la esposa del entonces Gobernador General de la isla, Lady Raglan. Tynwald, el paralamento de la isla, lo estableció oficialmente como himno nacional el 22 de enero de 2003.

## Otros himnos
La canción God Save the Queen de Jean-Baptiste Lully fue establecida como Himno Real de la isla el 22 de enero el 2003. El Himno Nacional se toca en ocasiones formales y ceremoniales, y en las escuelas de la isla, mientras que el Himno Real se recita solamente en presencia del soberano de la isla, miembro de la familia real o el Gobernador General.
La canción y poema Ellan Vannin, escrito por Eliza Craven Green en 1854, es visto como himno no-oficial de la isla.

## Letra
La letra del himno fue escrita en inglés por W.H. Gill y traducida al manés por John J. Kneen.
| Letra en inglés | Letra en inglés | Letra en manés | Letra en manés |
| --- | --- | --- | --- |
| O land of our birth, O gem of God's earth, O Island so strong and so fair; Built firm as Barrule, Thy Throne of Home Rule Makes us free as thy sweet mountain air. When Orry, the Dane, In Mannin did reign, 'Twas said he had come from above; For wisdom from Heav'n To him had been giv'n To rule us with justice and love. Our fathers have told How Saints came of old, Proclaiming the Gospel of Peace; That sinful desires, Like false Baal fires, Must die ere our troubles can cease. Ye sons of the soil, In hardship and toil, That plough both the land and the sea, Take heart while you can, And think of the Man Who toiled by the Lake Galilee. | When fierce tempests smote That frail little boat, They ceased at His gentle command; Despite all our fear, The Saviour is near To safeguard our dear Fatherland. Let storm-winds rejoice, And lift up their voice, No danger our homes can befall; Our green hills and rocks Encircle our flocks, And keep out the sea like a wall. Our Island, thus blest, No foe can molest; Our grain and our fish shall increase; From battle and sword Protecteth the Lord, And crowneth our nation with peace. Then let us rejoice With heart, soul and voice, And in The Lord's promise confide; That each single hour We trust in His power, No evil our souls can betide. | O' Ch'liegeen ny s'bwaaie Ry gheddyn er ooir aalin Yee, Ta dt' Ardstoyl Reill Thie Myr Barrool er nyc hoie Dy reayl shin ayns seyrsnys as shee. Tra Gorree yn Dane Haink er traie ec y Lhane Son Ree Mannin v'eh er ny reih 'S va creenaght veih Heose Er ny chur huggey neose Dy reill harrin lesh cairys as graih Ren nyn ayryn g'imraa Va Nooghyn shenn traa Yn Sushtal dy Hee fockley magh Shegin yeearree peccoil Myr far aileyn Vaal, Ve er ny chur mow son dy bragh. Vec ooasle yn Theihll Ayns creoighys tooilleil Ta traaue ooir as faarkey, Gow cree Ny jarrood yn fer mie Ta coadey 'n lught-thie Ren tooilleil liorish Logh Galilee. | D'eiyr yn sterrm noon as noal Yn baatey beg moal Fo-harey hug Eh geay as keayn Trooid ooilley nyn ghaue Ta'n Saualtagh ec laue Dy choadey nyn Vannin veg veen. Lhig dorrinyn bra Troggal seose nyn goraa As brishey magh ayns ard arrane Ta nyn groink aalin glass Yn vooir cummal ass As coadey lught-thie as shioltane. Nyn Ellan fo-hee Cha boir noidyn ee Dy bishee nyn eeastyn as grain Nee'n Chiarn shin y reayll Voish strieughyn yn theihll As crooinnagh lesh shee 'n ashoon ain. Lhig dooin boggoil bee, Lesh annym as cree, As croghey er gialdyn yn Chiarn; Dy vodmayd dagh oor, Treish teil er e phooar, Dagh olk ass nyn anmeenyn 'hayrn. |